# アニメ文化大使
アニメ文化大使（アニメぶんかたいし、Anime Ambassador）は、外務省が「ポップカルチャー文化外交」の一環として2008年からスタートした事業。各国の大使館などで日本のアニメーション映画作品を上映し、海外の日本アニメに対する理解を深めると同時に、日本の生活や文化を紹介し、日本そのものへの関心に繋げることが目的。
2008年3月、初代のアニメ文化大使にドラえもんが就任。数多くのアニメキャラクターの中からドラえもんが選ばれた理由は「ドラえもん作品の中には、現代日本の生活や習慣が描かれており、『大使』にふさわしい」との見解が、外務省アニメ文化大使諮問委員会から示されたことによる。劇場版『ドラえもん のび太の恐竜2006』の4ヶ国語（英仏中露）版が製作され、各国の大使館などで上映されている。